# Dicrurus caerulescens
Dicrurus caerulescens là một loài chim trong họ Dicruridae.

## Phân loài
- D. c. caerulescens (Linnaeus, 1758): Nam Nepal tới tây và nam Ấn Độ.
- D. c. insularis (Sharpe, 1877): Bắc Sri Lanka
- D. c. leucopygialis Blyth, 1846: Nam Sri Lanka

## Hình ảnh

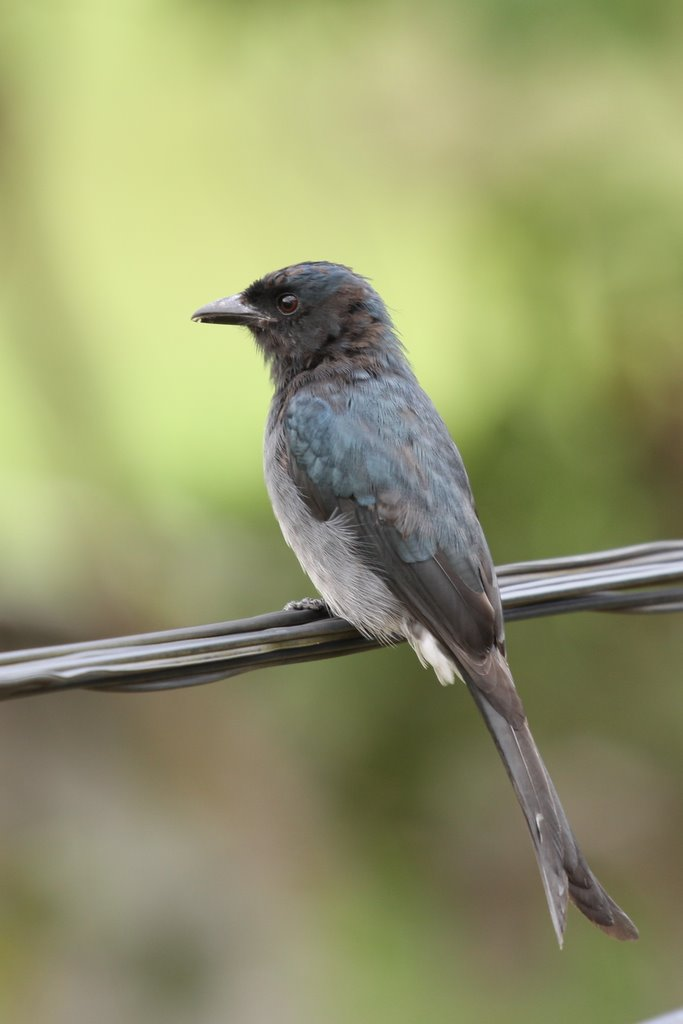
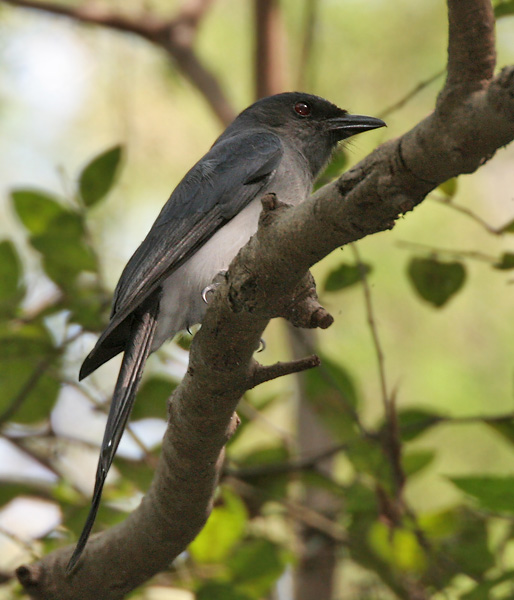
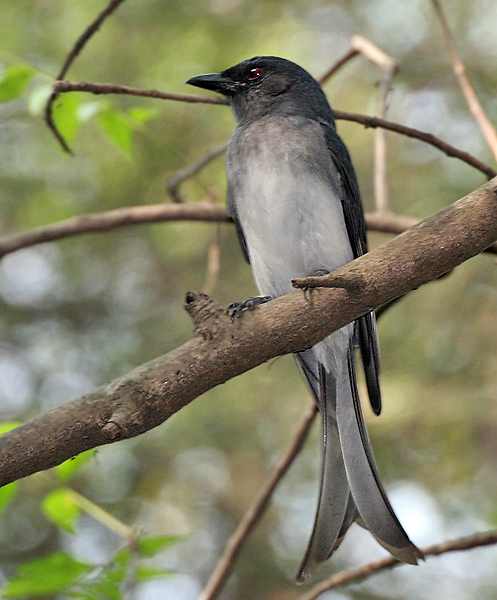